# Heinrich II. (Münsterberg)
Heinrich II. von Münsterberg (polnisch Henryk II Ziębicki; tschechisch Jindřich Minstrberský; † 11. März 1420 in Livland) war 1410–1420 Herzog von Münsterberg.

## Leben
Heinrich II. von Münsterberg entstammte dem Geschlecht der Schlesischen Piasten. Seine Eltern waren Herzog Bolko III. von Münsterberg und Eufemia, Tochter des Herzogs Boleslaus († 1355) von Beuthen und Cosel.
Nach dem Tod des Vaters 1410 trat Heinrich gemeinsam mit seinem älteren Bruder Johann die Regierung des Herzogtums Münsterberg an. Während ihrer Herrschaft wurde die Pfarrkirche von Münsterberg vergrößert und mit Stiftungen ausgestattet. Heinrich soll Ritter des Deutschen Ordens gewesen sein, für den er im Kampf gegen Litauen teilnahm. Am 11. März 1420 soll er in Livland gefallen sein. Anschließend wurde das Herzogtum Münsterberg von Heinrichs Bruder Johann allein regiert. Mit dessen Tod 1428 erlosch der Münsterberger Zweig der Schlesischen Piasten im Mannesstamm.